# Wolfgang Wruck (Fußballspieler, April 1944)
Wolfgang Wruck, Spitzname „Ate“ (* 8. April 1944 in Berlin; † 5. September 2014 ebenda), war ein Fußballspieler der DDR. Für den 1. FC Union Berlin spielte er in der DDR-Oberliga und gewann mit ihm 1968 den DDR-Fußballpokal. In der Fußballnationalmannschaft der DDR absolvierte er sechs Länderspiele.

## Sportliche Laufbahn

### Gemeinschafts- und Clubstationen
Wruck begann seine Fußballlaufbahn 1955 bei der Ost-Berliner Betriebssportgemeinschaft Rotation Prenzlauer Berg und ging von dort 1959 zum TSC Oberschöneweide, dem Nachfolgeclub des SC Union Oberschöneweide. Im Alter von 18 Jahren bestritt er 1962 sein Debüt in der ersten Mannschaft der Oberschöneweider. Mit ihr erreichte er im selben Jahr den Aufstieg in die zweitklassige DDR-Liga. In den folgenden Jahren machte Wruck die Umstrukturierungen seines Clubs mit. 1963 wurde der TSC Oberschöneweide in den TSC Berlin integriert, ehe aus der Fußballsektion des TSC am 20. Januar 1966 ein Fußballclub, der 1. FC Union Berlin, gegründet wurde. Am Ende der Saison 1965/1966 schaffte Wruck mit den Unionern den Aufstieg in die höchste Spielklasse der DDR, die Oberliga.
Der 1,84 Meter große Libero, der zeitweilig auch Mannschaftskapitän der „Eisernen“ war, erlebte in den nächsten Jahren seine größten sportlichen Erfolge. Insgesamt sechs Spielzeiten, in denen er 135 Erstligaspiele absolvierte, gehörte er mit Union der Oberliga an und erreichte 1971 einen 5. Rang. Der größte Erfolg gelang ihm am 9. Juni 1968, als er mit der Union-Mannschaft überraschend gegen den hohen Favoriten FC Carl Zeiss Jena mit einem 2:1-Sieg den DDR-Fußballpokal gewann.
Im Jahr 1974 zwang ihn eine Knieverletzung, seine Karriere als Spitzensportler zu beenden. Sein letztes Punktspiel für die Unioner bestritt Wruck am 17. März 1974, im DDR-Liga-Punktspiel gegen die SG Dynamo Fürstenwalde (8:1). Trotz seines Knieschadens spielte er in den folgenden drei Jahren noch bei der Berliner BSG Bergmann-Borsig Berlin, mit der er gleich in der ersten Saison 1975 in die drittklassige Bezirksliga Berlin und zum endgültigen Abschluss seiner aktiven Laufbahn 1977 in die DDR-Liga aufstieg.

### Auswahleinsätze
Wruck brachte es in seiner aktiven Zeit auf mehrere Einsätze in verschiedenen Auswahlmannschaften des DFV. Bereits in den Jahren 1961 und 1962 lief er in fünf Partien für die DDR-Juniorennationalelf auf.
Später setzte sich seine internationale Karriere im DDR-Trikot fort. Zunächst kam er Mitte der 1960er-Jahre zu mehreren Einsätzen in der ostdeutschen Nachwuchsauswahl, in denen er ein Tor erzielte. 1967 feierte er auch sein Debüt für die Olympiaauswahl, mit der 1967/1968 alle sechs Qualifikationsspiele für die Olympischen Spiele 1968 bestritt, von denen die zwei Partien gegen Rumänien auch als A-Länderspiele in die DFV-Annalen eingingen. Die Qualifikation wurde jedoch in den entscheidenden Spielen gegen den späteren Silbermedaillengewinner Bulgarien verpasst.
Im Jahr 1967 bestritt Wruck außerdem am 13. September bei der 0:1-Niederlage gegen die Niederlande im Qualifikationsspiel zur Fußball-Europameisterschaft 1968 seinen ersten Einsatz in der A-Nationalmannschaft der DDR. Die DDR verpasste auch diese Qualifikation. Erst im unbedeutenden letzten Gruppenspiel gegen die bereits qualifizierten Ungarn wurde Wruck erneut eingesetzt. Es folgten die zwei besagten Spiele gegen Rumänien mit Doppelwertung in Olympia- und A-Elf. Sein letztes – und nach FIFA-Lesart viertes – Länderspiel bestritt er am 19. Oktober 1968 in der Begegnung Polen – DDR (1:1). In allen Spielen stand er auf der Position des zentralen Abwehrspielers.

## Weiterer Werdegang
Nach dem Ende seiner Spielerkarriere wurde Wruck als diplomierter Pädagoge unter anderem Übungsleiter im Bezirksstrainingszentrum Pankow und trainierte ab 1981 die Altersklasse 13 bei seinem ehemaligen Club Union Berlin. Im Jahr 2005 wurde er zum Vorsitzenden des Ehrenrats bei den „Eisernen“ gewählt.

Wruck starb am 5. September 2014 nach langer Krankheit im Krankenhaus von Berlin-Köpenick.

## Trivia
Sein Sohn Torsten Wruck wurde ebenfalls Fußballer und spielte in der Saison 1990/1991 auch für Union. Danach war er unter anderem für den FC 08 Homburg und den 1. FC Saarbrücken tätig.
Sein Bruder Horst Wruck war in der DDR-Oberliga für den FC Vorwärts Berlin sowie später Vorwärts Frankfurt aktiv und bestritt 1969 ein Länderspiel für die DDR.